# Steven Caulker
Steven Roy Caulker (Feltham, 29 december 1991) is een Engels voetballer die bij voorkeur als centrale verdediger speelt. Caulker debuteerde in 2012 in het Engels voetbalelftal.

## Clubcarrière
Caulker stroomde in 2009 door vanuit de jeugd van Tottenham Hotspur. Dat verhuurde hem van 2009 tot en met 2012 aan achtereenvolgens Yeovil Town, Bristol City en Swansea City. In het seizoen 2012-2013 ging hij bij Tottenham de concurrentie aan met onder anderen Jan Vertonghen en Michael Dawson. Op zondag 10 mei 2015 degradeerde hij met Queens Park Rangers uit de Premier League. Manchester City versloeg de hekkensluiter op die dag met 6-0, waardoor degradatie een feit was. Hij tekende in juli 2014 een vierjarig contract bij Queens Park Rangers. Hij werd verhuurd aan Southampton en Liverpool. In 2018 speelde hij in Schotland voor Dundee. Sinds januari 2019 komt Caulker uit voor het Turkse Alanyaspor.

## Interlandcarrière
Caulker werd opgeroepen voor het Brits Olympisch elftal dat Groot-Brittannië in 2012 vertegenwoordigde op de Olympische Spelen in Londen. Op 14 november 2012 debuteerde hij voor Engeland in een vriendschappelijke wedstrijd tegen Zweden in Stockholm, net als Carl Jenkinson (Arsenal), Ryan Shawcross (Stoke City), Leon Osman (Everton), Raheem Sterling (Liverpool) en Wilfried Zaha (Crystal Palace). Hij scoorde bij zijn debuut. Hierna werd hij niet meer geselecteerd.